# Quelidonis
Quelidonis (en llatí Chelidonis, en grec antic Χελιδονίς) fou una dona espartana de gran bellesa i sang reial, filla de Leotíquides.
Es va casar amb Cleònim que era molt més gran que ella, però no li va ser fidel, ja que estava enamorada de Acròtat, fill d'Àreu I (o Areos I). A causa d'aquesta ofensa i a la seva exclusió del tron, Cleònim va convidar a Pirros de l'Epir a intentar la conquesta d'Esparta l'any 272 aC. Quan Pirros va arribar a la ciutat, Quelidonis, alarmada per un possible resultat desfavorable, estava disposada a suïcidar-se abans que tornar amb el seu marit, però Pirros va ser derrotat gràcies als esforços d'Acròtat, que actuava com a regent per l'absència del seu pare. Segons Plutarc, els espartans van mostrar més simpatia pels amants que indignació per la seva culpabilitat, cosa que va provocar que l'historiador Filarc, segons diu Ateneu de Nàucratis, acusés els espartans d'haver oblidat la seva antiga forma de vida, i en culpabilitzava Acròtat i el seu pare Àreu.